# Johann Baptist von Stürmer
Johann Baptist Stürmer, ab 1814 Ritter von Stürmer, (* 20. April 1777 in Würzburg; † 15. Januar 1856 in München) war ein bayerischer hoher Beamter und für kurze Zeit im Jahre 1831 Verweser des Bayerischen Innenministeriums.

## Leben
Johann Baptist von Stürmer wurde am 20. April 1777 als Sohn von Johann Kaspar Stürmer und seiner Frau geborene Schultheiß in Würzburg geboren. Über seine Ausbildung ist nichts bekannt. 1805 heiratete er Maria Anna Hellmann. Mit der Tochter eines Würzburger Spenglermeisters hatte er drei Söhne und eine Tochter.
Vor dem 1. September 1808 war er Sekretär in der Ansbacher „Kreisverwaltung“. Diese wurde zum Generalkommissariat Ansbach des Rezatkreis 1808 umgeformt. Das Generalkommissariat entstand im Zuge der Verwaltungsumbildung zwischen 1806 und 1808 nach dem französischen Departementmodell auf Betreiben von Maximilian von Montgelas. Er wechselte mit der Umbildung in den bayerischen Staatsdienst und wurde Assessor in der neu begründeten Polizeisektion des bayerischen Innenministeriums. Ab etwa 1809 war sein Hauptaufgabengebiet das Gemeindewesen. 1813 beförderte ihn das Innenministerium in den Rang eines Oberpolizeirates. Entgegen Montgelas, der die Zentralisierung auf den Souverän König Maximilian II. befürwortete, vertrat Stürmer 1811 den Standpunkt, Kompetenz auf Gemeindeebene zu belassen.
Während des 1818 ausgearbeiteten Gemeindeedikts verband ihn dennoch viel mit Montgelas. Montgelas zögerte aber, die zentralistische Verwaltung der Gemeinde- und Stiftungsangelegenheiten wieder aufzuheben, was zu seiner Entlassung beitrug. Das Innenministerium beförderte Stürmer nach Montgelas’ Entlassung zum Ministerialrat. Für seine Kenntnisse und Leistungsfähigkeit ernannte man Stürmer im Oktober 1823 zum Staatsrat. In neuer Position wechselte er im Staatsdienst zur Sektion des Innern des Staatsrates. Durch die Vertretungen der Minister Joseph von Armansperg 1827 und Eduard von Schenk 1828 in Abwesenheit galt Stürmer seither als „ministerabel“.
Die Presseverordnung vom 28. Januar 1831 löste erheblichen Streit aus. König Ludwig I. berief Stürmer zum Nachfolger des zum Rücktritt gezwungenen Innenministers Schenk als Verweser. Die Berufung folgte auch der Absicht, die Opposition gegen die Regierung zu mindern, weil Stürmer seiner Reputation wegen bei den liberalen Abgeordneten anerkannt war. Die Opposition lenkte erst ein mit der Rücknahme der Presseverordnung am 12. Juni des gleichen Jahres. Da Stürmer für ein größeres Maß an Pressefreiheit und mehr ministerielle Beteiligung an politischen Entscheidungen eintrat, disqualifizierte ihn das in den Augen seiner Vorgesetzten. Seine Rücktrittsgesuche vom 24. und 27. September 1831 blieben unerfüllt. Zur Enthebung und Übergabe an seinen Nachfolger Oettingen-Wallerstein, und damit dem diesmal vom König erwarteten Ansuchen, kam es erst am 21. Dezember 1831. Infolge kehrte Stürmer an seine vorherige Stelle im Staatsrat zurück.
Mit der Thronnachfolge Maximilian II. nahm Stürmer seien Abschied aus dem Staatsdienst. Am 30. September 1848 entließ ihn Maximilian II. aus dem Amt und ernannte ihn wie üblich zum Staatsrat im außerordentlichen Dienst. Johann Baptist von Stürmer starb am 15. Januar 1856 in München.

## Wirken
1809 erarbeitete er einen Entwurf einer neuen Steuerordnung für die Gemeinden. Bereits 1802 wurde in Bayern eine sechsjährige gesetzliche Unterrichtspflicht eingeführt. In der Folgezeit wurde das Schulwesen aufgebaut und eine innere Verwaltung geschaffen. Stürmer entwarf den Lehrplan von 1816. 1818 beteiligte er sich bei dem Entwurf für das Gemeindeedikt von 1818. Als Ministerialrat verwaltete er ein umfangreiches Referat mit Angelegenheiten zum Gemeindewesen einschließlich des Polizeiwesens, Heimatwesens einschließlich der Ansässigmachung sowie Militärwesen.
Zur Sitzung der Bayerischen Ständeversammlung 1824/25 erläuterte er das Budget des Innenministeriums und trug den Gewerbegesetzentwurf vor. Während der Amtszeit von Joseph von Armansperg vertrat Stürmer 1827 diesen bei längerer Abwesenheit als Leiter. Ebenso vertrat er Eduard von Schenk 1828 in Abwesenheit.
Mit der Ernennung zum Staatsrat wurde er von Routinearbeiten entlastet und widmete sich ganz der Bearbeitung grundlegender und wesentlicher Vorgänge. Als Beteiligter an der Gesetzgebungskommission erarbeitete er Gesetzesvorlagen für den Bereich der Inneren Verwaltung. Stürmer trug Anteil an wichtigen Reformvorhaben, wie der Einführung der Öffentlichkeit der Rechtspflege.
Für den Landtag 1830/31 war Stürmer erneut mit der Ausarbeitung von Gesetzesvorlagen betreut. Er soll den Entwurf des Pressegesetzes verfasst haben, welches den Ständen vorgelegt, aber nicht zur Ausführung gekommen war. Zur Konstituierung des Landtags war er in der Einweisungskommission tätig. Während des Jahres 1831 als Verweser des Innenministeriums war Stürmer bei der Besetzung nur als „Übergangslösung“ gedacht. Ludwig I. lehnte seinen Vorschlag zur Eindämmung der Choleragefahr ab und ließ Stürmer ohne Maßnahme, aber mit Verantwortung zurück. Dies wollte Stürmer keinesfalls tragen. Mehrmals stellte er Rücktrittsgesuche.
Ludwig I. sah weiterhin den Sachverstand Stürmers als unverzichtbar an und behielt ihn auf Staatsratsposten. In seiner weiteren Tätigkeit arbeitete er beispielsweise 1837 den Landtagsabschied aus. Die Unterzeichnung machte man ihm zum Vorwurf; jedoch war er bei der Ausführung „höherem Einflusse zu folgen genöthigt“. Im Februar 1847 saß Stürmer in der Untersuchungskommission zum Memorandum Karl von Abels, dass an die Öffentlichkeit gelangte.

## Charakteristika Stürmers
Ein österreichischer Gesandter schätzte Stürmer als Staatsrat während des „Duumvirates“ von Friedrich Karl von Thürheim und Georg Friedrich von Zentner im Innenministerium als geschickten und gemäßigten liberalen Mann ein. Thürheim reklamierte Stürmer als seinen Zögling. Dem entgegen betonten andere die Nähe zu Joseph von Armansperg.
Auch König Ludwig I. erkannte „die überragenden Kenntnisse und Fähigkeiten“ Stürmers an trotz seiner „prinzipiell misstrauischen“ Haltung gegenüber Beamten der Montgelas’schen Schule. Seine Meinung drückte sich in der Bezeichnung als „Koryphäe des Beamtenliberalismus“ aus. Stürmer sei beharrlich in aufklärerischer Überzeugung gewesen und unbeugsam selbst bei massivem Druck des Königs. „Je höher er durch Wahrheit, Öffentlichkeit und Aufrichtigkeit in der Anerkennung“ der bayerischen Zweiten Kammer „stieg, desto weniger schien er dem Vertrauen der Krone zu entsprechen“.
Zur Ministrabilität führt Eduard von Schenk aus, dass Stürmer zur Nachfolge Joseph von Armanspergs geeignet sei, jedoch urteilte er zugleich: „Stürmer ist ein vortrefflicher Geschäftsmann, in Sachen der Kirchen und des Unterrichts aber […] seine Grundsätze [sind] den von Euerer Majestät angenommenen ganz entgegengesetzt; Kunst und höhere Wissenschaft sind ihm fremd“. Als Ludwig I. Stürmer zum Justizminister ernennen wollte, äußerte Schenk Bedenken: „Stürmer ist ein sehr rechtlicher und im Administrationsfach sehr geschickter Mann, allein ohne Sinn für alles Höhere, auch nicht Jurist genug, höchst eigensinnig und eigenwillig, dabei nach Popularität geizend, die ein Minister immer nur auf Kosten der Rechte der Krone – und auch da nur momentan – gewinnen kann“.

## Auszeichnungen
1814 erhielt er den Verdienstorden.
1829 erhielt er das Komturkreuz des Verdienstordens der bayerischen Krone. In Anerkennung seiner Leistung als Staatsdiener erhielt er das Großkreuz des Verdienstordens vom Heiligen Michael.

## Werke
- Gutachtlicher Entwurf einer gesetzlichen Bestimmung des Verhältnisses zwischen Staat und Kirche mit besonderer Rücksicht auf die baiersche Monarchie: Ein Beytrag zu dem bevorstehenden Kirchenconcordat, J. E. v. Seidel’sche Buchhandlung, Sulzbach/Nürnberg 1807 (Digitalisat bei Google Books).